# Tour della nazionale maschile di rugby a 15 della Francia 1993
Nel periodo tra le edizioni della Coppa del Mondo di rugby del 1991 e del 1995, la nazionale di rugby XV della Francia si è recata varie volte in tour oltremare o comunque all'estero.
Nel 1993 la Francia si reca in Sud Africa, dove ottiene prestigiosi risultati con un pareggio e una vittoria nei test match.
Prima però visita l'Italia e la Romania per due tradizionali match, non previsti nel 1992-93 per la nuova formula della Coppa FIRA 1992-1994

## Il match con l'Italia
Come da tradizione, è la squadra "A1" (seconda squadra) ad affrontare l'Italia, poiché la prima squadra è impegnata nel "Cinque Nazioni"
| Arbitro: | Niculae Chiciu |

| |            | |
| | mt         | Larran |
| Dominguez 4 | c.p.       | Betranck, Penaud |
| | drop       | Penaud |
| 15.Luigi Troiani, 14.Edgardo Venturi, 13.Stefano Bordon, 12.Stefano Barba, 11.Marcello Cuttitta, 10.Diego Domínguez, 9.Umberto Casellato, 8.Tito Cicciò, 7.Massimo Giovanelli(cap), 6.Stefano Rigo (38'Fabio Coppo), 5.Mark Giacheri, 4.Roberto Favaro, 3.Giovanni Grespan, 2.Carlo Orlandi, 1.Massimo Cuttitta | Formazioni | 15.Sadourny, 14.Bernat-Salles, 13.Delaigue, 12.Courfiganl, 11.Bertrank (43' Larran), 10.Penaud, 9.Seguier, 8.Hallinger, 7.Loppy, 6.Lhermet, 5.Magne, 4.Chaffardon, 3.Gallart, 2.Verge, 1. Benzenech |

## Il match con la Romania
È invece la prima squadra a recarsi a Bucarest per il match con la Romania.
| Arbitro: | Brian Stirling |

| |            | |
| Leonte, Neaga | mt         | Bernat-Salles 3, Cecillon |
| Nichitean 2 | tr         | Viars 4 |
| Nichitean 2 | c.p.       | Viars 3 |
| 15.Vasile Brici, 14.Marian Dumitru, 13.Nicolae Fulina, 12.Nicolae Racean, 11.Gheorghe Solomie, 10.Neculai Nichitean, 9.Daniel Neaga, 8.Haralambie Dumitras (cap), 7.Tiberiu Brinza, 6.Ionut Seceleanu, 5.Tudor Constantin, 4.Constantin Cojocariu, 3.Nicolae Popa, 2.Gheorghe Ion, 1.Gheorghe Leonte - Sostituti: Cornel Gheorge, Viorel Ionescu, Traian Oroian | Formazioni | 15.Jean-Luc Sadourny, 14.Philippe Bernat-Salles, 13.Philippe Sella, 12.Herve Couffignal, 11.Sébastien Viars, 10.Alain Penaud, 9.Aubin Hueber, 8.Marc Cécillon, 7.Jean-Marc Lhermet, 6.Laurent Cabannes, 5.Olivier Roumat, 4.Yann Lemeur, 3.Laurent Seigne, 2.Jean-Francois Tordo (cap), 1.Jean-Michel Gonzalez - Sostituti: 16.Laurent Verge - Non entrati : Jerome Cazalbou, Xavier Blond, Laurent Verge, Emmanuel Menieu |

## Il tour in Sudafrica

### La squadra
- Manager : Guy Laporte
- Allenatore: Pierre Berbizier
- Vice-allenatore: C.Mombet
- capitano : Jean-François Tordo poi Olivier Roumat
- Estremi:

Jean-Luc Sadourny (Colomiers)

Olivier Campan (Agen)
- Tre-quarti

Pierre Hontas (Biarritz)

Philippe Saint-André (Montferrand)

Philippe Bernat-Salles (Pau)

David Berty (Tolosa)

Philippe Sella (Agen)

Thierry Lacroix (Dax)

Hervé Couffignal (Colomiers

Pierre Bondouy (Narbonne)
- Mediani:

Alain Penaud (Brive)

Aubin Hueber (Tolone)

Pierre Montlaur (Agen)

Jerome Cazalbou (Tolosa)
- Avanti

Louis Armary (Agen)

Stephane Graou (Auch)

Emmanuel Menieu (SBUC Bordeaux)

Jean-François Tordo (Nizza)

Jean-Michel Gonzalez (Bayonne)

Olivier Roumat (Dax)

Abdelatif Benazzi (Agen)

Olivier Merle (Grenoble)

Yann Lemeur (Racing Parigi)

Philippe Benetton (Agen)

Laurent Cabannes (Racing Parigi)

Jean-Marc Lhermet (Montferrand)

Marc Cécillon (Bourgoin)

Xavier Blond (Racing Parigi)

Laurent Verge (Begles Bordeaux)

Christophe Deslandes (Racing Parigi)

### Risultati
| Arbitro: | I.Anderson |

|        |      |          |
| Miller | mt   | Penaud 2 |
|        | tr   | Lacroix  |
| Miller | c.p. | Lacroix  |
|        | drop | Penaud   |

| Città del Capo 12 giugno 1993                     | Western Province | 6 – 12     | Francia XV | Newlands Stadium |
| \| \| \| \| \| Sherrel 2 \| c.p. \| Montalur 4 \| |                  |            |            |                  |
|                                                   |                  |            |            |                  |
| Sherrel 2                                         | c.p.             | Montalur 4 |            |                  |

| Arbitro: | Freek Burger |

|                                            |      |                      |
| Mc Donald, van der Westhuizen (2) Williams | mt   | Hueber, Bonduy Sella |
| Reece-Edwards 3                            | tr   | Montlaur 2           |
| Reece-Edwards 3                            | c.p. | Montlaur             |

| Arbitro: | A.L. Adams |

|                      |      |                |
| J. de Beer           | mt   | Berty 2, Merle |
| J. de Beer           | tr   | Lacroix 2      |
| J. de Beer 4, Truter | c.p. | Lacroix        |

| Arbitro: | I. Rogers |

|                           |      |            |
| Breytenbach, van der Walt | mt   | Bonduy     |
| Maree 2                   | tr   | Montlaur   |
| Maree 8                   | c.p. | Montlaur 4 |

| Arbitro: | Stephen Hilditch |

| |            | |
| Schmidt | mt         | Saint-Andre |
| Rensburg 5 | c.p.       | Lacroix 3 |
| | drop       | Hueber, Penaud |
| 15.Theo van Rensburg, 14.James Small, 13.Pieter Muller, 12.Heinrich Fuls, 11.Jacques Olivier, 10.Hennie le Roux, 9.Robert du Preez, 8.Tiaan Strauss, 7.Ian Macdonald, 6.François Pienaar (cap), 5.Rudi Visagie, 4.Kobus Wiese, 3.Keith Andrews, 2.Uli Schmidt, 1.Willie Hills - Non entrati : Henry Honiball, Hugh Reece-Edwards, Joost van der Westhuizen, Johann Styger, John Allan, Deon Lotter | Formazioni | 15.Jean-Luc Sadourny, 14.Philippe Bernat-Salles, 13.Thierry Lacroix, 12.Philippe Sella, 11.Philippe Saint-André, 10.Alain Penaud, 9.Aubin Hueber, 8.Marc Cécillon, 7.Laurent Cabannes, 6.Philippe Benetton, 5.Olivier Roumat (cap), 4.Olivier Merle, 3.Stephane Graou, 2.Jean-Michel Gonzalez, 1.Louis Armary - Sostituti: 16.Olivier Campan - Non entrati : Jerome Cazalbou, Xavier Blond, Laurent Verge, Emmanuel Menieu |

| Arbitro: | P.Lombaard |

|                    |      |                        |
| Hendricks, Coetzee | mt   | Hontas, Berty 2, Loppy |
|                    | tr   | Montlaur 3             |
| Hendricks          | c.p. | Montalur 4             |

| Arbitro: | Ed Morrison |

| |            | |
| Small | mt         | |
| van Rensburg 4 | c.p.       | Lacroix 4 |
| | drop       | Lacroix, Penaud |
| 15.Theo van Rensburg, 14.James Small, 13.Pieter Muller, 12.Heinrich Fuls, 11.Jacques Olivier, 10.Hennie le Roux, 9.Robert du Preez, 8.Tiaan Strauss, 7.Deon Lotter, 6.François Pienaar (cap), 5.Nico Wegner, 4.Hannes Strydom, 3.Keith Andrews, 2.Uli Schmidt, 1.Willie Hills - Sostituti: 16.Johann Styger - Non entrati : Hugh Reece-Edwards, Henry Honiball, Joost van der Westhuizen, Ian Macdonald, John Allan | Formazioni | 15.Jean-Luc Sadourny, 14.Philippe Bernat-Salles, 13.Thierry Lacroix, 12.Philippe Sella, 11.Philippe Saint-André, 10.Alain Penaud, 9.Aubin Hueber, 8.Marc Cécillon, 7.Laurent Cabannes, 6.Philippe Benetton, 5.Olivier Roumat (cap), 4.Olivier Merle, 3.Stephane Graou, 2.Jean-Michel Gonzalez, 1.Louis Armary - Sostituti: 16.Olivier Campan - Non entrati : Jerome Cazalbou, Xavier Blond, Laurent Verge, Emmanuel Menieu |